# كودي مارتن
كودي مارتن (بالإنجليزية: Cody Martin)‏ هو لاعب كرة قاعدة أمريكي، ولد في 4 سبتمبر 1989 في دوس بالوس في الولايات المتحدة.

## وصلات خارجية
- كودي مارتن على موقع دوري كرة القاعدة الرئيسي (الإنجليزية)
- كودي مارتن على موقعبيزبول رفرنس.كوم (الدوري الرئيسي) (الإنجليزية)
- كودي مارتن على موقعبيزبول رفرنس.كوم (الدوري الثانوي) (الإنجليزية)
- كودي مارتن على موقع إي إس بي إن.كوم (أم.أل.بي) (الإنجليزية)
- كودي مارتن على موقع مشجعي الرسوم البيانية (الإنجليزية)